# Памятник Микешину
Памятник Микешину — памятник выдающемуся русскому скульптору, живописцу и графику Михаилу Микешину, установленный в 1985 году на улице Тенишевой в Смоленске.

## Местонахождение и история
Памятник Микешину был установлен 4 октября 1985 года около здания Художественной галереи (Музея «Русская старина»). Открытие памятника было приурочено к 150-летию со дня рождения выдающегося скульптора, уроженца Смоленской губернии. Проект памятника создали скульптор Александр Рукавишников и архитектор И. Н. Воскресенский.

## Внешний вид
Памятник обращён к улице Тенишевой. Авторами памятнику была придана романтическая трактовка. Микешин, откинувшись, сидит на скамье перед моделью памятника «Тысячелетие России» в Великом Новгороде, автором которого он был. Постамент памятника — четырёхгранный, белокаменный, на передней стороне постамента установлена бронзовая доска с надписью: «Михаил Осипович Микешин. 1835—1896».